# Labatie-d'Andaure
Labatie-d'Andaure es una comuna francesa situada en el departamento de Ardèche, en la región de Auvernia-Ródano-Alpes.

## Demografía
| 416 | 382 | 307 | 256 | 203 | 204 | 203 |
| Para los censos de 1962 a 1999 la población legal corresponde a la población sin duplicidades (Fuente: INSEE [Consultar]) |     |     |     |     |     |     |